# Jules Canonge
Pour les articles homonymes, voir Canonge.
Jules Canonge (1812-1870) est un poète français.

## Biographie
Fils d'un chirurgien, Jules Amédée Canonge naît à Nîmes le 17 mars 1812.
« Ami inséparable » du Poète boulanger, Jean Reboul, il publie son premier recueil de poèmes, Les Préludes, poésies, à 23 ans en 1835. Il publiera ensuite une dizaine d'autres ouvrages poétiques, dont Le Tasse à Sorrente (1839, précédé d'une lettre d'Alphonse de Lamartine).
Le 20 août 1852, il participe à Arles, en compagnie de Frédéric Mistral et Joseph Roumanille, au congrès des poètes provençaux, qui prépare la fondation officielle du Félibrige intervenue deux ans plus tard ; il publie deux chansons en provençal dans le recueil de cette réunion. Il publie, entre autres, une Izanne, nouvelle arlésienne (1849), qui se veut apparentée à Mirèio. Il adhère à son tour au Félibrige en 1862.
Proche aussi de James Pradier, qui fera son buste, il livre une étude sur ce sculpteur et son homologue Ary Scheffer. Amateur d'art, il réunit une collection de dessins, dont il léguera 363 feuilles au musée Fabre. 
Membre de l'Académie du Gard de 1838 à 1860, il la préside en 1845. Il meurt le 14 mars 1870.

## Ouvrages

### Poésie
- Les Préludes, poésies, Paris, Ébrard, 1835, 130 p., In-18° (lire en ligne)
- Le Tasse à Sorrente, Paris, Gosselin, 1839 (BNF 30192532).
- Poëmes et impressions poétiques, Paris, L. de Bure/D. Giraud, 1847, 400 p., In-16° (lire en ligne)
- Varia. Sourire, aimer, penser, poésies nouvelles, Nîmes, impr. de Soustelle, 1869, 243 p., In-18° (lire en ligne)

### Autres ouvrages
- Jules Canonge et Jean Reboul (auteur d'une épître inédite) (préf. Alphonse de Lamartine), Le Tasse à Sorrente, Térentia, le Monge des îles d'or : poèmes, nouvelle et impressions, Paris, Librairie Charles Gosselin, 1839, VIII-386 p., In-8° (lire en ligne)

- Izane. Nouvelle arlésienne, Paris, Giraud, 1849, 144 p., In-18° (BNF 30192513, lire en ligne)
- Pradier et Ary Scheffer. Notes, souvenirs et documents d'art contemporain, Paris, Paulin, 1858, 80 p., In-32° (BNF 30192527, lire en ligne)
- Les Adieux à Mlle Taglioni, suivis d'une Notice biographique sur cette célèbre danseuse, Paris, J.-A. Boudon, 1837, 19 p., In-8° (lire en ligne)
- Notice historique sur la ville des Baux en Provence et sur la maison des Baux : précédée d'une description, Paris, Nîmes, Hachette, Giraud, 1844, XVI-69 p., in-8° (lire en ligne)
- Isabeleth, la sainte de La Roquette ; tradition arlésienne, recueillie et racontée par Jules Canonge, Nîmes, impr. de Soustelle, 1863, 30 p., In-32° (lire en ligne)
- Jacques Réattu, peintre d'histoire... Notice biographique, Nîmes, impr. de Soustelle, 1863, 28 p., In-32° (lire en ligne)
- Olim, contes et traditions, Paris, Étienne Giraud, 1859, 254 p., In-32° (lire en ligne)
- Arles en France, nouvelles, Paris, Jules Tardieu, 1861, XII-352 p., In-18° (lire en ligne)
- Hugone : nouvelle nimoise, Nîmes, Ballivet et Fabre, 1846, 30 p., 21 cm (lire en ligne)
- Brune-la-Blonde ou la gardienne des Aliscamps. Légendaire arlésien avec la traduction littérale en regard, suivi de mélanges [« Bruno-la-Bloundo vo la gardiano dis Aliscamp : legendari arlaten emè la traducioun litteralo en regard segui d'un mescladis »], Avignon, Paris, Roumanille, Jules Tardieu, 1868, 140 p., 15 cm (lire en ligne)
- Térentia, ou le Temple de Diane et les bains romains de Nîmes sous les empereurs, Nîmes, Soustelle, 1866, 61 p., In-32° (lire en ligne)
- Passim : notes, souvenirs et documents d'art contemporain, Paris, Jules Tardieu, 1861, 326 p. (lire en ligne)

### Correspondance
- Lettres choisies dans une correspondance de poète communiquées à ses lecteurs par celui qui les a recues, Paris, Jules Tardieu, 1er mars 1867, 148 p., In-16° (lire en ligne)

### Comme éditeur scientifique
- Les Marguerites, Moulins, P. A. Desrosiers, 1845, 291 p., in-8° (lire en ligne)

### Comme préfacier
- Eugène Lacroix, Mes feuilles mortes, poésies françaises, Avignon, 1885, 16 p., in-8° (lire en ligne)
- Isidore Brun, Portraits et souvenirs, poésies, Nîmes, 1859, XX-288 p., in-12° (lire en ligne)